# ويزلي إي. ديزني
ويزلي إي. ديزني هو محامي وسياسي أمريكي، ولد في 31 أكتوبر 1883 في Richland, Kansas ‏ في الولايات المتحدة، وتوفي في 26 مارس 1961 في واشنطن العاصمة في الولايات المتحدة. نشط حزبياً في الحزب الديمقراطي. وقد انتخب عضو مجلس نواب أوكلاهوما ‏ وانتخب عضو مجلس النواب الأمريكي ‏.